# HD 210918
HD 210918 (HR 8477 / HIP 109821 / GJ 9774) es una estrella de magnitud aparente +6,26 en la constelación de la Grulla, situada visualmente a 11 minutos de arco al este de μ1 Gruis.
Se encuentra a 72 años luz de distancia del sistema solar.
HD 210918 es una enana amarilla de características similares a las del Sol. Considerada un análogo solar —y candidata a gemela solar—, su tipo espectral es G2V.
Tiene una temperatura efectiva de 5761 K y es un 30% más luminosa que el Sol.
Su radio es un 18% más grande que el radio solar y posee una metalicidad —abundancia relativa de elementos más pesados que el helio— inferior a la del Sol; unas fuentes señalan una abundancia relativa de hierro apenas inferior a la del Sol —igual al 93% de la misma—, mientras que otras apuntan un empobrecimiento más acusado de este metal —equivalente al 66% del contenido solar—.
Otros metales pesados tales como cromo, magnesio, bario, europio e itrio siguen esta misma tendencia, mientras que el neodimio, por el contrario, parece ser más abundante que en nuestra estrella.
Con una masa algo menor que la del Sol —93% de la misma—, no existe acuerdo sobre su edad.
Un estudio indica una edad de 3850 millones de años, mientras que otro, que considera conjuntamente la actividad cromosférica y el período de rotación —girocronología—, establece una edad notablemente mayor de 8500 millones de años, teniendo en cuenta que la estrella muestra muy baja actividad cromosférica.